# ジャック・バトランド
ジャック・バトランド（Jack Butland, 1993年3月10日 - ）は、イングランド・ブリストル出身のサッカー選手。レンジャーズFC所属。元イングランド代表。ポジションはGK。

## 来歴

### クラブ
2007年からバーミンガム・シティFCのユースチームに所属し、2010年にトップチーム昇格した。2011年から経験を積むためにフットボールリーグ2のチェルトナム・タウンFCにレンタル移籍した。チェルシーFCからも関心を寄せられたが、2013年1月31日、ストーク・シティFCと4年契約を結んだものの、2012-13シーズン後半戦はバーミンガムにレンタル移籍という形で残留することになった。2013-14シーズンは移籍の噂があったアスミル・ベゴヴィッチの後釜として期待されていた。しかしベゴヴィッチは残留し、定位置を奪うことが出来ず、同年9月26日にバーンズリーFCにレンタル移籍した。2014年2月20日にはリーズ・ユナイテッドFCにレンタル移籍。2014年10月20日、チャンピオンシップのダービー・カウンティFCに1か月の短期レンタルで加入した。
2020年10月16日、クリスタル・パレスFCと3年契約を結んだことが発表された。しかし正GKビセンテ・グアイタからポジションを奪取することは出来ず、同シーズンの出場は1試合に留まった。
翌年の21ｰ22シーズンは、グアイタと争いながら9試合に出場したが、22ｰ23シーズンはサム・ジョンストンの加入や、シーズン開始前に手を骨折したこともあって第3GKに降格し、ベンチに入ることも厳しくなった。
2023年1月6日、マルティン・ドゥブラフカとのレンタル打ち切りで、第2GKを探していたマンチェスター・ユナイテッドFCへ期限付き移籍することが発表された。
2023年6月6日、レンジャーズFCと4年契約を結び完全移籍。

### 代表
サッカーイングランド代表としてUEFA U-17欧州選手権2010に出場し、2011 FIFA U-20ワールドカップにも出場した。2012年、指を負傷したジョン・ラディの代役としてUEFA EURO 2012のメンバーに選出されたが、出場機会はなかった。イギリス代表としてロンドンオリンピックメンバーに選出された。
2012年8月5日のイタリア代表戦で代表デビューした。
2018 FIFAワールドカップのメンバーに選出され、自身の出場は無かったものの第2GKとしてチームを支えた。

## 代表歴

### 出場大会
- イングランド代表
  - 2018 FIFAワールドカップ

### 試合数
- 国際Aマッチ 9試合 0得点（2012年-2018年）[5]

| イングランド代表 | 国際Aマッチ | 国際Aマッチ |
| 年               | 出場        | 得点        |
| ---------------- | ----------- | ----------- |
| 2012             | 1           | 0           |
| 2013             | 0           | 0           |
| 2014             | 0           | 0           |
| 2015             | 2           | 0           |
| 2016             | 1           | 0           |
| 2017             | 2           | 0           |
| 2018             | 3           | 0           |
| 通算             | 9           | 0           |

## タイトル
U-17イングランド代表
- UEFA U-17欧州選手権：2010